# Тэ-талуа
Тэ(х)-талу́а (мин. teh tahlua, буквально «яичный чай») — напиток на основе чая и яичного желтка, традиционный для падангской кухни. Известен также под индонезийским названием тэ-тело́р (индон. teh telor), которое также означает «яичный чай».
Пользуется большой популярностью в западных и центральных областях острова Суматра, населённых преимущественно народом минангкабау. Обычно сдабривается соком определённых видов рода цитрусов, сгущённым молоком и, иногда, различными специями.

## Происхождение и распространение

Ареал расселения народа минангкабау на Суматре

Тэ-талуа является традиционным напитком суматранского народа минангкабау, кулинарная практика которого составляет основу падангской кухни — одной из наиболее значимых региональных составляющих индонезийской кухни. Среди минангкабау принято считать, что изначально — в те времена, когда чай в их краях был дорогим импортным товаром — тэ-талуа был достоянием исключительно местной аристократии. И только позднее — после того, как в первой трети XX века на Западной Суматре были разбиты крупные чайные плантации — это питьё стало доступным для широких слоёв здешнего населения.
В настоящее время тэ-талуа пользуется исключительно высокой популярностью в западных и центральных районах острова Суматра, где минангкабау составляют основное население (вся территория индонезийской провинции Западная Суматра, части территорий провинций Бенгкулу, Джамби, Риау, Северная Суматра). Местные жители не только ценят вкусовые качества этого напитка, но и считают его весьма полезным для здоровья — в особенности, для мужского. Некоторое распространение смесь чая с желтком получила и в других частях Индонезии — благодаря активным миграциям минангкабау по стране и популяризации падангской кухни за пределами изначального ареала их расселения. Там он известен не только под оригинальным названием на языке минангкабау, но и под индонезийским — тэ-тэло́р (индон. teh telor), которое также означает «яичный чай».

## Приготовление

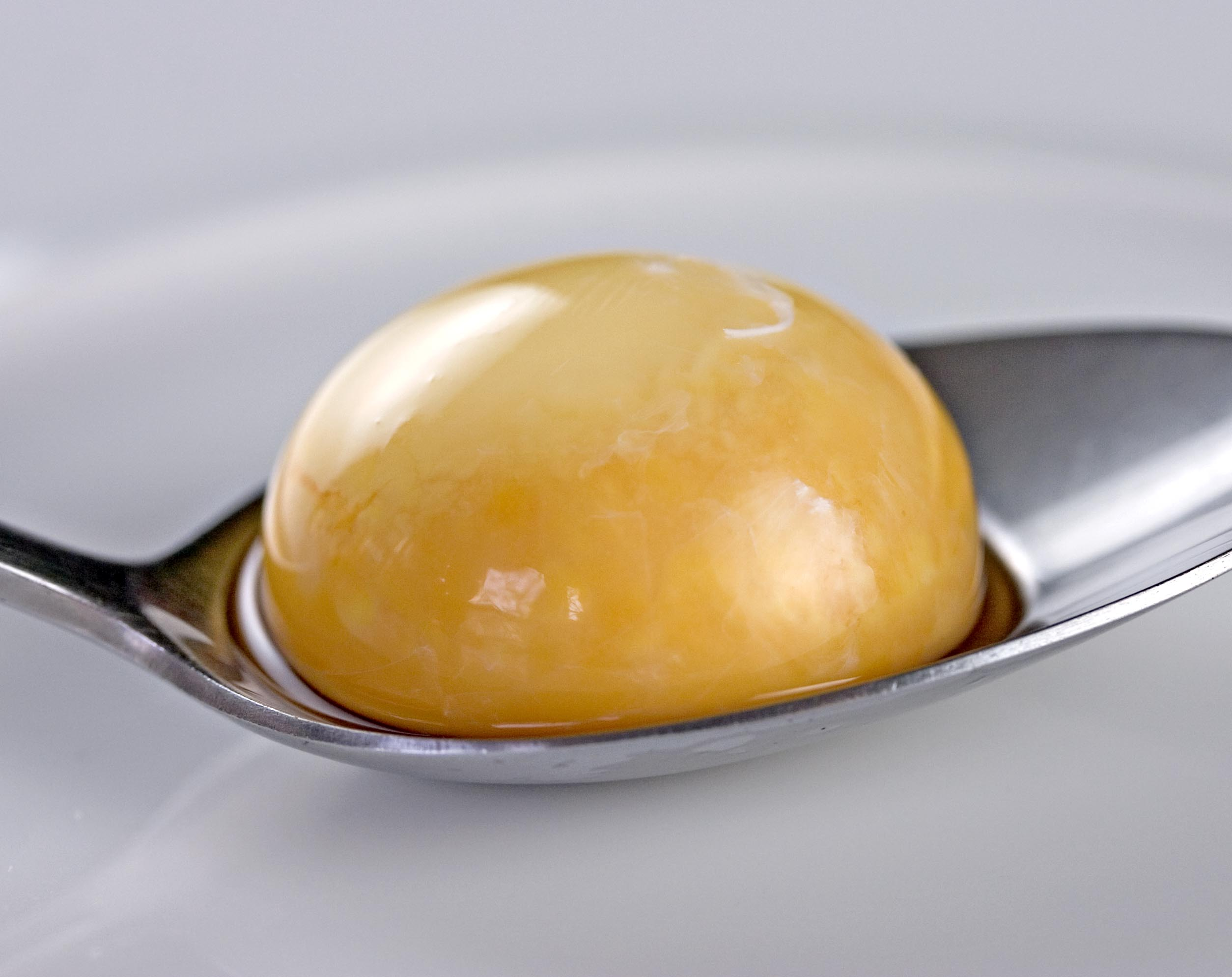
Желток, отделённый от белка — ключевой ингредиент тэ-талуа

Основой для приготовления тэ-талуа служат чёрный чай и яичный желток, ёмкостью — стеклянный стакан. Желток куриного или, реже, утиного яйца взбивается с сахаром, которого обычно берут не менее двух чайных ложек на одну порцию напитка. Традиционно желток с сахаром принято взбивать непосредственно на дне стакана с помощью специального небольшого венчика, изготовляемого из связки сушёных прожилок пальмового листа. При отсутствии такого инструмента в ход идёт обычная ложка, а в современной ресторанной кухне, требующей приготовления больших объёмов напитка, для этой цели всё чаще применяются миксеры и кухонные комбайны.
В результате взбивания яичного желтка с сахаром в течение нескольких минут образуется смесь, напоминающая густой гоголь-моголь, в которую затем тонкой струйкой вливается горячий, очень крепко заваренный чай — до тех пор, пока жидкость почти достигнет краёв стакана. Для заварки обычно используются наиболее дешёвые сорта байхового чая с чаинками минимального размера, имеющие практически порошковую консистенцию.
После заполнения стакана взбитая яичная масса обычно поднимается наверх, в результате чего в напитке образуется два более или менее чётко разграниченных слоя: густая пенка светло-кремового или желтоватого цвета сверху и мутная тёмно-коричневая жидкость внизу. Иногда явного расслоения не происходит, однако и в этих случаях жидкость в верхней части стакана имеет более светлый оттенок и более пенистую консистенцию, чем в нижней.
Как правило, тэ-талуа сдабривается различными вкусовыми добавками. Почти всегда в их число входит небольшая порция сока каламондина либо лайма: оба этих вида цитрусов произрастают в соответствующих районах Суматры почти повсеместно. Очень часто к стакану напитка подаётся обрезок цитруса, чтобы пьющий мог выжать его по своему вкусу. Считается, что сок этих плодов смягчает вкус сырого яичного желтка, который многим кажется слишком резким. Помимо этого, в тэ-талуа часто добавляют немного сгущённого молока, а иногда и специи — тёртый мускатный орех, корицу или кардамон.

## Употребление
Тэ-талуа часто готовится в домашних условиях, но особой популярностью он пользуется в ресторанной и уличной кухне. На Западной Суматре этот напиток повсеместно готовится в харчевнях традиционного типа, а также в небольших специализированных лавках. Общение за стаканом тэ-талуа в подобных заведениях является излюбленным досугом местных мужчин, особенно пожилых: подобные посиделки могут длиться несколько часов и заканчиваться глубоко за полночь. Лавочки, торгующие яичным чаем, иногда можно встретить и в других районах Индонезии, например, в столице страны Джакарте.
Пить тэ-талуа принято как можно скорее после приготовления, пока он ещё горяч. В конце XX — начале XXI века его нередко стали подавать с соломинкой — наподобие коктейля. Однако местные СМИ предупреждают население об опасности питья столь горячего напитка через пластиковую трубочку.
Нередко в харчевнях Западной Суматры на закуску к этому напитку подают бананы, жаренные в кляре — ещё одно излюбленное местное лакомство.